# 1999-es wimbledoni teniszbajnokság
Az 1999-es wimbledoni teniszbajnokság az év harmadik Grand Slam-tornája, a wimbledoni teniszbajnokság 113. kiadása volt, amelyre június 21–július 4. között került sor. A férfiaknál Pete Sampras, nőknél Lindsay Davenport nyert.

## Döntők

### Férfi egyes
Pete Sampras -  Andre Agassi 6-3 6-4 7-56-4 6-2

### Női egyes
Lindsay Davenport -  Steffi Graf 6-4 7-5

### Férfi páros
Mahes Bhúpati /  Lijendar Pedzs -  Paul Haarhuis /  Jared Palmer 6-7(10) 6-3 6-4 7-6(4)

### Női páros
Lindsay Davenport /  Corina Morariu -  Mariaan de Swardt /  Olena Tatarkova 6-4 6-4

### Vegyes páros
Lijendar Pedzs /  Lisa Raymond -  Jonas Björkman /  Anna Kurnyikova 6-4 3-6 6-3

## Juniorok

### Fiú egyéni
Jürgen Melzer –  Kristian Pless, 7–6(7), 6–3

### Lány egyéni
Iroda To’laganova –  Lina Krasznoruckaja, 7–6(3), 6–4

### Fiú páros
Guillermo Coria /  David Nalbandian –  Todor Enev /  Jarkko Nieminen, 7–5, 6–4

### Lány páros
Dája Bedáňová /  María Emilia Salerni –  Tetyjana Perebijnisz /  Iroda To’laganova, 6–1, 2–6, 6–2